# Джексі
«Джексі» (англ. Jexi) - американський комедійний фільм режисерів та сценаристів Джона Лукаса та Скотта Мура. У ньому знімались Адам Девін, Александра Шіпп, Майкл Пенья, Роуз Бірн, Джастін Гартлі, Ванда Сайкс, Рон Фанчес і Чарлін Ї. Це остання стрічка компанії CBS Films з релізом у кінотеатрах, оскільки на початку 2019 року було оголошено про її поглинання корпорацією CBS і перехід на зйомку фільмів для CBS All Access.

## У ролях
| Актор           | Роль          |
| --------------- | ------------- |
| Адам ДеВайн     | Філ           |
| Александра Шипп | Кейт Фіннеган |
| Майкл Пенья     | бос Філа      |
| Роуз Бірн       | Джексі        |
| Джастін Гартлі  | Броуді        |
| Рон Фанчес      | Крейг         |
| Шарлін І        | Елейн         |
| Ванда Сайкс     | Деніс         |
| Скотт Мескуді   | у ролі себе   |

## Виробництво
У листопаді 2018 року було оголошено, що Адам ДеВайн отримав головну роль у фільмі режесерів Джона Лукаса та Скотта Мура, який вони зніматимуть за власним сценарієм. Сюзанн Тодд стала продюсером фільму, а CBS Films займеться виробництвом і розповсюдження. У грудні 2018 року Александра Шіпп отримала роль у фільмі. У січні 2019 року до акторського складу приєдналися Майкл Пенья, Роуз Бірн, Джастін Гартлі, Ванда Сайкс, Рон Фанчес і Шарлін І.

### Зйомки
Основні зйомки розпочалися в січні 2019 року в Сан-Франциско, штат Каліфорнія, під робочою назвою «Телефон» (The Phone).